# Asociación Argentina de Bioinformática y Biología Computacional
La Asociación Argentina de Bioinformática y Biología Computacional (A2B2C) es una asociación que promueve el desarrollo de investigaciones biológicas mediante instrumentos informáticos.

## Origen y objetivos
La asociación fue fundada el 30 de octubre de 2009 por investigadores y profesionales de distintas ramas de la Biología, la Matemática, la Química y la Informática para promover el desarrollo en Argentina de la Bioinformática y Biología Computacional. Originada en el taller de “Biología Computacional de Proteínas” realizado en el año 2009 en la Universidad de Quilmes e incentivada por la publicación del trabajo "Computational Biology in Argentina".
La asociación brinda un foro para la discusión de problemas técnicos demasiado especializados para los ya existentes en los campos de la Bioquímica, la Biofísica, la Biología Molecular y otras áreas de las ciencias biológicas. Crea asimismo la posibilidad de interesar a especialistas de la Informática en aplicaciones de sus saberes a áreas muy diferentes de los tradicionales, creando un ámbito interdisciplinario.
La Bioinformática ha tenido un rol crucial en estudios como la decodificación del genoma humano. La Biología Computacional permite hacer simulaciones (modelos computacionales) de todo tipo de procesos biológicos, desde la interacción molecular de una droga con su receptor hasta ecosistemas. Esto permite, con comparativamente pocos recursos, formular hipótesis para su verificación en el laboratorio, con aplicaciones a tecnologías como la Medicina y la Agricultura.

## Socios fundadores y primeras autoridades
Los socios fundadores de la A2B2C son: Fernán Agüero (Universidad de San Martín
), Ariel Chernomoretz (Universidad de Buenos Aires), Luis Diambra (Universidad de La Plata), Sebastián Fernández Alberti (Universidad de Quilmes), Diego Ferreiro (Universidad de Buenos Aires), Silvina Fornasari (Universidad de Quilmes), Cristina Marino-Buslje (Universidad de Buenos Aires), Marcelo Martí (Universidad de Buenos Aires), Gustavo Parisi (Universidad de Quilmes), Ignacio Ponzoni (Universidad del Sur), Ignacio Sánchez (Fundación Instituto Leloir) y Adrián Turjanski (Universidad de Buenos Aires). Como sus primeras autoridades fueron elegidos Cristina Marino-Buslje (presidente) y Fernán Agüero (vicepresidente). Otros socios destacados son Elmer Fernández (Universidad Católica de Córdoba) y Oscar Grau (Universidad de La Plata).

## Autoridades
- 2009-2011 Cristina Marino-Buslje (presidente) y Fernán Agüero (vicepresidente)
- 2011-2013 Fernán Agüero (presidente) y  Ignacio Ponzoni (vicepresidente)
- 2014-2015 Ignacio Ponzoni (presidente) y Gustavo Parisi (vicepresidente)
- 2015-actualidad Gustavo Parisi (presidente) y Fernán Agüero (vicepresidente)

## Actividades
La A2B2C organiza anualmente el Congreso Argentino de Bioinformática y Biología Computacional, donde se reúnen los investigadores del área para exponer sus trabajos e intercambiar opiniones. 
| Nombre                                         | Fecha           | Lugar                              |
| ---------------------------------------------- | --------------- | ---------------------------------- |
| 1CAB2C                                         | Mayo de 2010    | Universidad de Quilmes             |
| 2CA2BC                                         | Mayo de 2011    | Universidad Católica de Córdoba    |
| 3CA2BC                                         | Mayo de 2012    | Universidad Nacional de Entre Ríos |
| 4CA2BC 4.ª Conferencia Internacional de SoIBio | Octubre de 2013 | CIFASIS-CONICET (Rosario)          |
| 5CA2BC                                         | Octubre de 2014 | CCT-CONICET (Bahía Blanca)         |